# Historia de la República Popular de Polonia

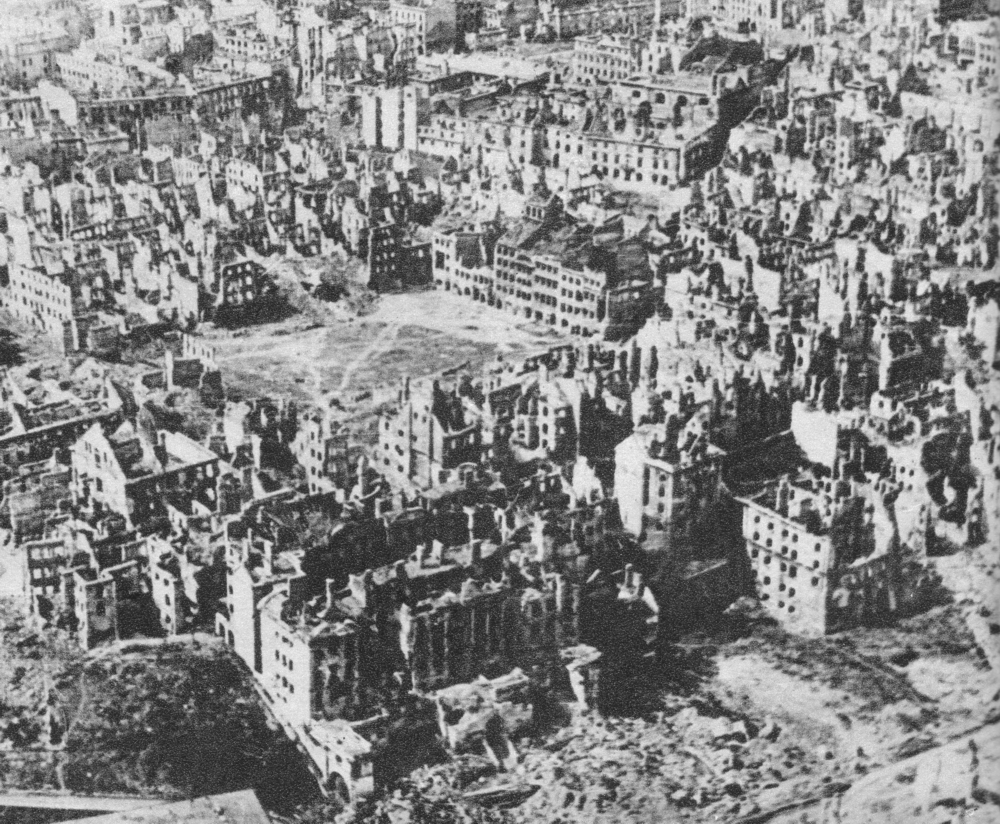
Varsovia, la destruida capital de Polonia, enero de 1945.

La historia de la República Popular de Polonia de 1945 a 1989 abarca el período de dominio comunista soviético impuesto tras el fin de la Segunda Guerra Mundial sobre Polonia. A la par que una mejora en el nivel de vida polaca, estos años se vieron afectados por el malestar social y la depresión económica
Cerca al fin de la Segunda Guerra Mundial, el avance del Ejército rojo soviético expulsó a las fuerzas alemanas nazis de la Polonia ocupada. Por insistencia de Iósif Stalin, la Conferencia de Yalta sancionó la formación de un nuevo gobierno polaco de coalición, provisional y procomunista en Moscú, el cual ignoró al Gobierno de Polonia en el exilio con base en Londres. Esta acción ha sido descrita como la traición occidental de Polonia por parte de las potencias aliadas para apaciguar al líder soviético y evitar un conflicto directo. El Acuerdo de Potsdam de 1945 completó el cambio de las fronteras polacas y aprobó su nuevo territorio entre la Oder-Neisse y la Línea Curzon. Por primera vez en su historia, Polonia se convirtió en un Estado nación étnicamente homogéneo como resultado del Holocausto, la expulsión de alemanas al oeste, el reasentamiento de ucranianos en el Este y la repatriación de los polacos de Kresy. El nuevo gobierno comunista en Varsovia aumentó su poder político y, en los dos años siguientes, el Partido Obrero Unificado Polaco (PZPR, por sus siglas en polaco) bajo la dirección de Bolesław Bierut obtuvo el control del país, que se convertiría en parte del bloque soviético (la esfera de influencia soviética de la posguerra en Europa oriental). Tras la muerte de Stalin en 1953, el Deshielo de Jrushchov permitió que ganara poder una facción más liberal de los comunistas polacos dirigida por Władysław Gomułka. Para mediados de los años 1960, Polonia comenzó a experimentar crecientes dificultades tanto económicas como políticas. En diciembre de 1970, un aumento de los precios llevó a una ola de huelgas. Como respuesta, el gobierno emprendió un nuevo programa económico sobre la base de préstamos a gran escala de Occidente, lo que resultó en un inmediato incremento de los estándares y expectativas de vida; sin embargo, el programa fracasó debido a la crisis del petróleo de 1973. A fines de la década de 1970, el gobierno de Edward Gierek fue finalmente forzado a aumentar los precios, lo que llevó a otra ola de protestas públicas.
El círculo vicioso fue interrumpido por la elección en 1978 de Karol Wojtyła como el papa Juan Pablo II, que fortaleció la oposición al comunismo en Polonia. A inicios de agosto de 1980, la ola de huelgas llevó a la fundación del sindicato independiente Solidarność (polaco para Solidaridad) por el electricista Lech Wałęsa. La creciente fortaleza de la oposición llevó al gobierno de Wojciech Jaruzelski a declarar la ley marcial en diciembre de 1981. No obstante, con las reformas de Mijaíl Gorbachov en la Unión Soviética, la cada vez mayor presión de Occidente y el malestar continuo, los comunistas fueron forzados a negociar con sus oponentes. Las conversaciones de la mesa redonda de 1989 resultó en la participación de Solidaridad en la elecciones de ese mismo año; la sorprendente victoria de sus candidatos despertó una sucesión de transiciones pacíficas del gobierno comunista en Europa central y oriental. En 1990, Jaruzelski renunció como presidente de la República de Polonia y fue sucedido por Wałęsa, ganador de las elecciones presidenciales de noviembre de 1990.

## Creación de la República Popular de Polonia (1944–1956)

### Devastación de la guerra, cambios demográficos y en las fronteras

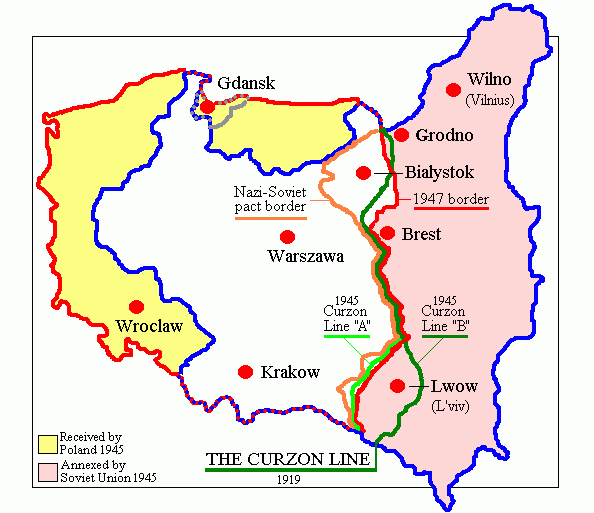
Las antiguas y nuevas fronteras de Polonia en 1945.

Polonia sufrió grandes bajas durante la Segunda Guerra Mundial. De los 35,1 millones de habitantes que tenía Polonia en 1939, solo quedaron al interior de sus fronteras 29,1 millones al final de la guerra. El primer censo de la posguerra, llevado a cabo el 14 de febrero de 1946, mostró que 23,9 millones se debían a la migración. se estima que 6 millones de ciudadanos polacos, es decir, cerca del 21,4% de la población de Polonia murió entre 1939 y 1945; sin embargo, la cantidad de víctimas étnicamente polacas podría haber sido hasta un 50% menor debido a la diversidad multiétnica de la Polonia de la preguerra, reflejada en sus censos nacionales, según la declaración de 2009 de la comisión por la reconciliación germano-polaca. Las 3 millones de víctimas judías polacas son indisputadas. Las minorías en Polonia fueron afectadas de forma importante: antes de la Segunda Guerra Mundial, un tercio de la población polaca estaba compuesto por minorías; en cambio, después de la guerra, las minorías de Polonia habían prácticamente desaparecido.
Polonia, aún un país predominantemente agrícola comparado con las naciones occidentales, sufrió daños catastróficos a su infraestructura durante la guerra y quedó todavía más rezagado que Occidente en cuanto a producción industrial después de la guerra. Las pérdidas en recursos nacionales e infraestructura ascendieron a más del 30% del potencial de la preguerra. Varsovia, la capital de Polonia, estuvo entre las ciudades más devastadas, con más del 80% destruido en los días posteriores al levantamiento de Varsovia.
La implementación de la inmensa tarea de reconstruir el país estuvo acompañada por la lucha del nuevo gobierno por adquirir una base de poder estable y centralizada, complicada por la desconfianza de una considerable parte de la sociedad hacia el nuevo régimen. y por las disputas por las fronteras polacas de la posguerra, las cuales no estuvieron firmemente establecidas hasta mediados de 1945. En 1947, la influencia soviética ocasionó que el gobierno polaco rechazara el Plan Marshall patrocinado por Estados Unidos y que se uniera en 1949 al Consejo de Ayuda Mutua Económica dominado por la Unión Soviética.
 Al mismo tiempo, las fuerzas soviéticas participaron en el saqueo de los antiguos territorios orientales de la Alemania nazi, los cuales fueron transferidos a Polonia. De esta forma, se los despojó de su valioso equipamiento industrial, infraestructura y fábricas para enviarlos a la Unión Soviética.
Después de la anexión soviético de los territorios de Kresy al este de la línea Curzon, unos 2 millones de polacos fueron transferidos y expulsados de estas áreas a los nuevos territorios Occidental y Norte al este de la línea Oder-Neisse, que los soviéticos transfirieron de Alemania a Polonia tras el Acuerdo de Potsdam. Asentamientos de poblaciones de las partes centrales de Polonia aumentó el número de polacos en lo que el gobierno denominó los Territorios Recuperados hasta los 5 millones para 1950. La antigua población alemana de 10 millones había huido o había sido expulsada a Alemania para 1950. Con la repatriación de ucranianos de Polonia a la Unión Soviética y la Operación Vistula de 1947 se dispersó al resto de la minoría ucraniana
Con la mayor parte de la minoría polaca exterminada por la Alemania nazi durante el Holocausto y muchos de los sobrevivientes emigrando hacia Israel, por primera vez en su historia, Polonia devino en un Estado nación étnicamente homogéneo. Varsovia y otras ciudades destruidas fueron libradas de escombro (sobre todo a mano) y fueron reconstruidos con gran velocidad (uno de los éxitos del Plan de tres años) a expensas de las ex ciudades alemanas como Breslavia que a menudo proporcionaron el material de construcción necesario.
La Exhibición Territorios Recuperados (en polaco: Wystawa Ziem Odzyskanych), una exhibición propagandística que celebró «la restauración de los Territorios Recuperados a Polonia» después del fin de la Segunda Guerra Mundial, fue inaugurada el 21 de julio de 1948 por Bolesław Bierut y duró cien días. Unos dos millones de personas visitaron la exhibición y el monumento Iglica fue edificado frente al Centro del Centenario en Breslavia.

### Consolidación del poder comunista (1945–1948)

El Manifiesto del PKWN emitido el 22 de julio de 1944.

Incluso antes de que el Ejército Rojo entrara en Polonia, la Unión Soviética estaba siguiendo una estrategia deliberada para eliminar las fuerzas de resistencia anticomunistas para asegurar que Polonia cayera bajo su esfera de influencia. En 1943, tras la masacre de Katyn, Stalin había roto relaciones con el Gobierno polaco en el exilio en Londres;
Sin embargo, para apaciguar a Estados Unidos y al Reino Unido, la Unión Soviética acordó en la Conferencia de Yalta de febrero de 1945 formar un gobierno de coalición compuesto por el comunista Partido Obrero Polaco, miembros del prooccidental Gobierno polaco en el exilio y miembros del movimiento de resistencia Armia Krajowa ("Ejército Nacional"). Asimismo, permitió que se llevaran a cabo elecciones libres.
Con el inicio de la liberación de los territorios polacos y el fracaso de la Operación Tempestad del Armia Krajowa en 1944, el control sobre Polonia pasó de las fuerzas ocupantes de la Alemania nazi al Ejército Rojo y, del Ejército Rojo, a los comunistas polacos, que tuvieron la influencia más fuerte sobre el gobierno provisional. Entonces, desde un inicio, la decisión de Yalta favoreció a los comunistas, quienes disfrutaron de las ventajas del apoyo soviético para su plan de traer bajo su influencia de forma segura a Europa Oriental, así como controlar ministerios cruciales, tales como el de Seguridad.
El primer ministro del Gobierno de Polonia en el exilio, Stanisław Mikołajczyk, renunció al cargo en 1944 y, junto con otros líderes polacos exiliados, regresó a Polonia, donde un Gobierno Provisional (Rząd Tymczasowy Rzeczypospolitej Polskiej; RTTP) había sido creado por el Comité Polaco de Liberación Nacional (Polski Komitet Wyzwolenia Narodowego; PKWN) en Lublin. Este gobierno fue encabezado por el socialista Edward Osóbka-Morawski, aunque los comunistas mantuvieron la mayoría de cargos claves. Ambos gobiernos estaban subordinados al no-electo Consejo Nacional de Estado (Krajowa Rada Narodowa; KRN) y no eran reconocidos por el cada vez más aislado Gobierno polaco en el exilio, que había formado su propio pseudo-parlamento, el Consejo Nacional de Unidad (Rada Jedności Narodowej; RJN).

El nuevo Gobierno Provisional de Unidad Nacional polaco (Tymczasowy Rząd Jedności Narodowej; TRJN) fue finalmente instaurado el 28 de junio con Mikołajczyk como vice primer ministro. En las elecciones de 1947, los rivales más importantes del Partido Comunista eran los veteranos del movimiento Armia Krajowa, junto con el Partido Campesino Polaco de Mikołajczyk (Polskie Stronnictwo Ludowe; PSL) y los veteranos de los ejércitos polacos que habían peleado en el Oeste. Pero, al mismo tiempo, los partidos de orientación soviética, respaldados por el Ejército Rojo soviético (el Grupo de Fuerzas del Norte estaría permanentemente estacionado en Polonia) y en control de las fuerzas de seguridad, retuvieron la mayor parte del poder, especialmente en el Partido Obrero Polaco (Polska Partia Robotnicza; PPR) bajo la dirección de Władysław Gomułka y Bolesław Bierut.

### El referéndum de 1946 y las elecciones de 1947
Stalin había prometido en la Conferencia de Yalta que se llevarían a cabo elecciones libres en Polonia; sin embargo, los comunistas polacos, liderados por Gomułka y Bierut, eran conscientes de la falta de apoyo de su parte entre la población general. Debido a ello, en 1946, un plebiscito nacional, conocido como el referéndum de las 3 veces SÍ (3 razy TAK; 3×TAK), se realizó en lugar de las elecciones parlamentarias. El referéndum comprendía tres preguntas bastante generales y estaba pensado para comprobar la popularidad de las iniciativas comunistas en Polonia. Dado que la mayoría de los partidos importantes en la época eran de izquierda y podían haber apoyado las tres opciones, el Partido Campesino Polaco de Mikołajczyk decidió pedir a sus partidarios oponerse a una de ellas: la abolición del Senado. Los comunistas votaron "3 veces SÍ". El referéndum mostró que el lado comunista recibió poco apoyo: menos de un tercio de la población de Polonia votó en favor de sus opciones propuesta. Solo el fraude electoral proporcionó una mayoría a los comunistas en la cuidadosamente controlada encuesta, que llevó a la estatización de la industria, una reforma agraria y a un Sejm unicameral (no bicameral). Tras el referéndum fraudulento, la economía polaca comenzó a ser nacionalizada.
Los comunistas consolidaron el poder al erosionar progresivamente los derechos de sus rivales no-comunistas, en particular, al suprimir el partido opositor más importante: el Partido Campesino Polaco (PSL) de Mikołajczyk. En algunos casos ampliamente publicitados, sus rivales fueron sentenciados a la pena de muerte por cargos falsos; entre ellos, Witold Pilecki, el organizador de la resistencia en Auschwitz, y numerosos líderes del Armia Krajowa y del Consejo de Unidad Nacional en el Juicio de los Dieciséis. Muchos miembros de la Resistencia polaca fueron asesinados extrajudicialmente o forzados al exilio. Los miembros de la oposición también fueron perseguidos por medios administrativos. La continua persecución de las antiguas organizaciones antinazis por la seguridad de Estado y la huida de miles de partisanos al bosque permitieron que las acciones del UB (la policía secreta polaca), el NKVD y el Ejército Rojo disminuyeran la cantidad de disidentes.
Para 1946, todos los partidos de derecha habían sido declarados ilegales y fue formado un nuevo Frente de Unidad Nacional pro-gubernamental, que incluyó solo al precursor del Partido Obrero Unificado Polaco comunista y sus aliados de izquierda. El 19 de enero de 1947, las primeras elecciones parlamentarias tuvieron lugar con candidatos del PPR y una débil oposición del Partido Campesino Polaco ya sin poder debido al control gubernamental. Los resultados electorales fueron ajustados por el propio Stalin para favorecer a los comunistas. Por medio de elecciones fraudulentas, los candidatos del régimen ganaron 417 de 434 escaños en el Parlamento (Sejm), con lo cual terminaron de hecho el sistema multipartidario en la política polaca. Muchos miembros de la oposición, incluyendo a Mikołajczyk (amenazado con ser arrestados), abandonaron el país. Los gobiernos occidentales no protestaron, lo que llevó a los polacos de libre espíritu a hablar de una continuación de la «traición occidental» respecto a Europa Central. Ese mismo año, el nuevo Parlamento creó la Pequeña Constitución de 1947. Por los siguientes dos años, los comunistas monopolizaron su poder político en Polonia.
La larga tradición del Partido Socialista Polaco (Polska Partia Socjalistyczna, PPS – una vez dirigido por Piłsudski) sufrió una fractura fatal en esta época, pues los estalinistas gobernantes aplicaron la táctica del salami para desmembrar a su oposición. Los políticos comunistas apoyaban a una facción de PPS liderado por Cyrankiewicz, quien visitó personalmente a Stalin con la idea de una fusión del partido para asegurar su propio lugar para el futuro. En 1948, los comunistas y la propia facción de Cyrankiewicz unieron filas para formar el Partido Obrero Unificado Polaco (Polska Zjednoczona Partia Robotnicza; PZPR) en el poder por las cuatro décadas siguientes. Polonia se convirtió de facto en un Estado unipartidista y en un Estado satélite de la Unión Soviética. Solo a otros dos partidos se les permitió existir legalmente: uno pequeño de agricultores (Partido Campesino Unificado (Zjednoczone Stronnictwo Ludowe) y uno de la intelligentsia, denominado Partido Demócrata (Stronnictwo Demokratyczne). Había comenzado un período de sovietización y estalinismo.